# 克爾縣
克爾縣（英語：Kerr County）是位美國德克薩斯州中南部的一個縣。面積2,869平方公里。根据美國2000年人口普查，共有人口43,653人。縣治克爾維爾。
成立於1856年1月26日，縣政府成立於3月22日。縣名紀念德克薩斯共和國國會議員詹姆斯·克爾。
2025年7月美國獨立日週末，德州克爾縣遭遇罕見暴雨引發的災難性洪災，當地及周邊地區降雨量超過20英吋，導致瓜達盧佩河水位急劇暴漲。克爾縣沿岸發布多起山洪緊急警報。根據當地當局通報，洪水已造成至少134人死亡，其中107人位於克爾縣，另有101人失蹤，為美國近50年來最致命的內陸洪災之一。克爾縣多處營地與住宅區嚴重受災，部分地區因缺乏有效的警報系統與疏散機制而加劇傷亡，引發社會對氣候變遷下極端天氣頻率上升及地方防災體系不足的廣泛關注。

## 外部連結
- Kerr County Government Home Page Kerr County （页面存档备份，存于）
- 線上版《Handbook of Texas》中的Kerr County
- Kerrville/Kerr County Local Government Wiki

30°04′N 99°21′W / 30.06°N 99.35°W